# Борбаш, Винце
Винце Борбаш (венг. Vince Borbás, 28 июля 1844 года, Litke, Венгрия — 7 июля 1905 года, Коложвар (ныне Клуж-Напока, Румыния)) — венгерский профессор, ботаник, систематик, исследователь флоры, первооткрыватель новых ботанических видов и филолог XIX века.

## Биография

### Имя
В различных источниках встречаются разные формы записи имени Винце:
- венг. Vincenz Borbas von Dejtér[1],
- венг. Vinzenz Borbas von Dejtér[1],
- венг. Vincze Borbás[1],
- венг. Vincenz von Borbás[1],
- венг. Vinezé Borbás[1],
- венг. Vincenz Borbás[1],
- венг. Vincze von Borbás[3],
- венг. Vincent von Borbás[3],
- венг. Vince von Borbás[3].

### Жизнь и работа
Родился и рос бедной семье, поэтому к 16 годам окончил лишь гимназию. В 1868 поступил в Будапештский университет, где с 1871 года стал ассистентом профессора ботаники Лайоша Юранийя. С 1872 до 1902 работал учителем реальной школе в Будапеште, в тот же период в 1874 году стал доктором философии, в 1880 — доктором технических наук и в 1898 — экстраординарным профессором. В 1874-1875 годах работал с выдающимися систематиками Александром Брауном в Берлине и Антоном Кернером в Инсбрукке. Провёл несколько исследовательских поездок в пределах своей родины и за её пределами.
В 1902 году был профессором университета Клужа и директором ботанического сада; в таксономии получил признание только в конце своей жизни.

## Научная деятельность
Винце Борбаш специализировался на папоротниковидных и на семенных растениях. Он был чрезвычайно плодовитым исследователем: между 1870 и 1905 году написал 874 работы. Им открыто и описано около 2000 новых видов растений, значительная часть которых всё ещё актуальны. Так, в 1882 Борбаш описал редкий вид венгерского тюльпана Tulipa hungarica. Его работы по генеалогии описанных видов применяются в современной таксономии; крупнейшей среди них является монография о розах.
Работал над проработкой деталей теории Ősmátra-elmélet Антона Кернера (концепция исторического происхождения и взаимосвязи растительности Венгрии). Новые идеи способствовали лучшему пониманию происхождения видов, пониманию и решению связанных с этим вопросов и развитием понимания взаимосвязей растений. Обладая универсальной научной подготовкой, широким кругозором, оригинальностью, подкреплённой 40-летним опытом интуицией, он был одним из лучших венгерских ботаников, исследовавших флору Венгрии.
Борбаш оставил ценный гербарий университету Будапешта, но он значительно пострадал во время Второй мировой войны.

## Избранные труды
Винце Борбаш написал множество научных работ:
- 1872: Pestmegye flórája…
- 1874: Jelentés a Bánság területén végzett növénytani kutatásokról.
- 1876: Adatok a sárga virágú szegfüvek…
- 1877: Adatok Arbe és Veglia szigetek nyári flórája…
- 1887: Vasvármegye növényföldrajza és flóraja.
- 1878: Vizsgálatok a hazai Arabisek és egyéb Cruciferák közül.
- 1878: Floristikai közlemények…
- 1879: Floristicai adatok (Roripák)… [4]
- 1879: A hazai Epilobiumok ismeretéhez.[5]
- 1879: Budapest és környékének növényzete.
- 1880: A magyar birodalom vadon termő rózsái monográfiájának kísérlete.
- 1881: Az elzöldült szarkaláb, mint morphologiai útmutató. [6]
- 1881: Békés vármegye flórája.
- 1884: Temesmegye vegetációja.
- 1886: A magyar homokpuszták növényvilága.
- 1888: Vasvármegye növényföldrajza és flórája.
- 1890: Közép-Európa, különösen Magyarország kakukfüveinek ismertetése.
- 1893: A szerbtövis hazája és vándorlása.
- 1896: Abauj Torna Vármegye Flórája.
- 1900: A Balaton Tavának és Partmellékének Növényföldraza Edényes Növényzete.
- 1905: Revisio Knautiarum.

## Заслуги
Помимо журналов «Borbasia» (выходил в 1938—1940) и «Borbasia Nova» (выходил в 1940 и 1949), его именем названы несколько видов растений, таких как лядвенец Lotus borbasii и Asperula borbasiana из мареновых, а также в его честь был назван род Borbasia с многочисленными видами растений, большинство из которых являются таксономическими синонимами принятых в настоящее время имён — оригинальные названия, данные Борбашем, не сохранены.